# VK Solaris Šibenik
Vaterpolski klub Solaris (VK Solaris; Solaris; Solaris Šibenik) je muški vaterpolski klub iz Šibenika, Šibensko-kninska županija.

## O klubu
Klub je osnovan u ljeto 2015. godine spajanjem dotadašnjih klubova "Šibenik" (osnovan 1953., ranije se nazivao i "Solaris") te "Adriatica" (osnovanog 2006.), radi potrebe da u Šibeniku ponovno bude jaki vaterpolski klub. Nakon određenih problema do spajanja je konačno došlo u kolovozu 2015. te novoosnovani "Solaris"  preuzima Adriaticovo mjesto i organizaciju te se oslanja na Šibenikovu tradiciju.
Novoformirani "Solaris" od sezone 2015./16. redovno nastupa u A-2 jadranskoj (regionalnoj) ligi, prvenstvu i kupu Hrvatske, a od sezone 2020./21. i u A-1 jadranskoj (regionalnoj) ligi.
Klub je u lipnju 2018. godine pogodila teška tragedija; u 48. godini je iznenada preminuo jedan od legendi kluba te zlatni reprezentativni olimpijac iz 1996., Renato Vrbičić, koji je ujedno i trenirao seniore u razdoblju od osnutka kluba do svoje smrti.

## Pregled plasmana

### Prvenstvo Hrvatske
| sezona | mj. | klubova |
| ------ | --- | ------- |
| 2016.  | 8.  | 8       |
| 2017.  | 8.  | 9       |
| 2018.  | 6.  | 9       |

### Jadranska vaterpolska liga
| sezona    | liga | mj. | klubova | ut. | pob. | ner. | por. | gol+ | gol- | bod |
| --------- | ---- | --- | ------- | --- | ---- | ---- | ---- | ---- | ---- | --- |
| 2015./16. | A-2  | 3.  | 7       | 12  | 7    | 2    | 3    | 123  | 18   | 23  |
| 2016./17. | A-2  | 8.  | 8       | 14  | 1    | 0    | 13   | 81   | 152  | 3   |
| 2017./18. | A-2  | 6.  | 9       | 16  | 1    | 0    | 15   | 122  | 217  | 3   |
| 2018./19. | A-2  | 2   | 12      | 16  | 12   | 1    | 3    | 175  | 104  | 37  |

## Poznati igrači
- Andrija Komadina
- Andrija Vlahović
- Andrija Bašić
- Denis Šupe

## Poznati treneri
- Joško Kreković
- Renato Vrbičić
- Danko Jerković
- Ivica Tucak

## Vanjske poveznice
- vksolaris.hr - službene stranice
- Vaterpolski klub Solaris, facebook stranica